# The Masked Singer (Vereinigtes Königreich)/Staffel 6
Die sechste Staffel der britischen Musikshow The Masked Singer wurde vom 4. Januar bis zum 15. Februar 2025 auf ITV ausgestrahlt. Moderiert wurde sie von Joel Dommett. Das Rateteam bestand neben mehreren Gastjuroren aus dem Komiker Mo Gilligan, den Moderatorinnen Davina McCall und Maya Jama sowie dem Moderator Jonathan Ross. Jama ersetzte die Sängerin Rita Ora, die von der ersten bis zur fünften Staffel Mitglied des Rateteams war. Siegerin der sechsten Staffel wurde Samantha Barks als Pufferfish.

## Rateteam
| Folge | Ständige Mitglieder | Ständige Mitglieder | Ständige Mitglieder | Ständige Mitglieder | Gastmitglied     |
| ----- | ------------------- | ------------------- | ------------------- | ------------------- | ---------------- |
| 1     | Mo Gilligan         | Davina McCall       | Maya Jama           | Jonathan Ross       | Mo Farah         |
| 2     | Mo Gilligan         | Davina McCall       | Maya Jama           | Jonathan Ross       | Vicky McClure    |
| 3     | Mo Gilligan         | Davina McCall       | Maya Jama           | Jonathan Ross       | Suranne Jones    |
| 4     | Mo Gilligan         | Davina McCall       | Maya Jama           | Jonathan Ross       | Tom Daley        |
| 5     | Mo Gilligan         | Davina McCall       | Maya Jama           | Jonathan Ross       | –                |
| 6     | Mo Gilligan         | Davina McCall       | Maya Jama           | Jonathan Ross       | –                |
| 7     | – 1                 | Davina McCall       | Maya Jama           | Jonathan Ross       | Richard E. Grant |
| 8     | – 1                 | Davina McCall       | Maya Jama           | Jonathan Ross       | Danny Jones      |

Farah hatte kurz vor Staffelanfang in einer Weihnachts-Spezialfolge der Sendung einen Gastauftritt als Little Joel, einem dem Moderator Dommett nachempfundenen Kostüm. In der ersten Episode wurde er demaskiert und setzte sich anschließend ins Rateteam.

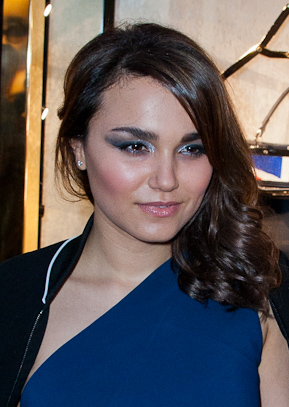
Samantha Barks, Siegerin der sechsten Staffel

## Teilnehmer
| Platz | Kostüm                           | Person          | Bekannt als                                 | Aus in Folge | Quelle |
| ----- | -------------------------------- | --------------- | ------------------------------------------- | ------------ | ------ |
| 1     | Pufferfish (Kugelfisch)          | Samantha Barks  | Musicaldarstellerin, Schauspielerin         | 8            | [ 8 ]  |
| 2     | Dressed Crab                     | Gregory Porter  | Komponist, Sänger                           | 8            | [ 9 ]  |
| 3     | Wolf                             | Marti Pellow    | Sänger                                      | 8            | [ 10 ] |
| 4     | Bush (Busch)                     | Natalie Cassidy | Schauspielerin, TV-Persönlichkeit           | 7            | [ 11 ] |
| 5     | Bear (Bär)                       | Example         | Rapper                                      | 7            | [ 12 ] |
| 6     | Snail (Schnecke)                 | Andrea Corr     | Sängerin, Schauspielerin                    | 6            | [ 13 ] |
| 7     | Kingfisher (Eisvogel)            | Grayson Perry   | Keramiker, Töpfer, Travestiekünstler, Weber | 6            | [ 14 ] |
| 8     | Teeth (Zähne)                    | Mel Giedroyc    | Komikerin, Moderatorin, Schauspielerin      | 5            | [ 15 ] |
| 9     | Tattoo                           | Carol Decker    | Sängerin                                    | 4            | [ 16 ] |
| 10    | Toad in the Hole                 | Macy Gray       | Sängerin                                    | 3            | [ 17 ] |
| 11    | Pegasus                          | Prue Leith      | Autorin, Köchin, Moderatorin, Unternehmerin | 2            | [ 18 ] |
| 12    | Spag Bol (Spaghetti Bolognese) 2 | Kate Garraway   | Journalistin, Moderatorin                   | 1            | [ 19 ] |

Pellow sang nach seiner Demaskierung nicht wie bei The Masked Singer sonst üblich ein vorher dargebotenes Lied, sondern das Cover von Love Is All Around, mit dem seine Band Wet Wet Wet bekannt wurde.
Gray nahm vorher bereits an der dritten Staffel der australischen und der zehnten Staffel der US-amerikanischen Version teil. Sie erreichte dabei den sechsten beziehungsweise vierten Platz.

## Folgen
|   | Kostüm                 | Lied, Originalinterpret                        | Ergebnis      |
| - | ---------------------- | ---------------------------------------------- | ------------- |
|   | Alle Staffelteilnehmer | Who Do You Think You Are – Spice Girls         | —             |
|   |                        |                                                |               |
| 1 | Teeth                  | Is This the Way to Amarillo? – Tony Christie   | Vielleicht    |
| 2 | Snail                  | Espresso – Sabrina Carpenter                   | Gewonnen      |
| 3 | Tattoo                 | Murder on the Dancefloor – Sophie Ellis-Bextor | Gewonnen      |
| 4 | Kingfisher             | The Rainbow Connection – Kermit, der Frosch    | Gewonnen      |
| 5 | Spag Bol               | Look at Me – Geri Halliwell                    | Ausgeschieden |
| 6 | Dressed Crab           | Lean on Me – Bill Withers                      | Gewonnen      |

|   | Kostüm           | Lied, Originalinterpret                        | Ergebnis      |
| - | ---------------- | ---------------------------------------------- | ------------- |
| 1 | Pufferfish       | Good Luck, Babe! – Chappell Roan               | Gewonnen      |
| 2 | Bush             | Wake Up Boo! – The Boo Radleys                 | Vielleicht    |
| 3 | Wolf             | Let’s Dance – David Bowie                      | Gewonnen      |
| 4 | Pegasus          | Oh, What a Beautiful Mornin’ – Alfred Drake    | Ausgeschieden |
| 5 | Toad in the Hole | Valerie – The Zutons                           | Gewonnen      |
| 6 | Bear             | You’ve Got to Pick a Pocket or Two – Ron Moody | Gewonnen      |

|          | Kostüm                   | Lied, Originalinterpret                     | Ergebnis      |
| -------- | ------------------------ | ------------------------------------------- | ------------- |
|          | Übrige Gruppenteilnehmer | Hot Hot Hot – Arrow                         | —             |
|          |                          |                                             |               |
| 1        | Bear                     | Miami – Will Smith                          | Vielleicht    |
| 2        | Toad in the Hole         | Sunny – Bobby Hebb                          | Vielleicht    |
| 3        | Pufferfish               | Girls Just Want to Have Fun – Robert Hazard | Gewonnen      |
| 4        | Bush                     | Hold My Hand – Jess Glynne                  | Gewonnen      |
| 5        | Wolf                     | Copacabana – Barry Manilow                  | Gewonnen      |
| Sing-Off |                          |                                             |               |
| 6        | Bear                     | Stay – The Kid Laroi feat. Justin Bieber    | Gewonnen      |
| 7        | Toad in the Hole         | It Must Have Been Love – Roxette            | Ausgeschieden |

|          | Kostüm                   | Lied, Originalinterpret                   | Ergebnis      |
| -------- | ------------------------ | ----------------------------------------- | ------------- |
|          | Übrige Gruppenteilnehmer | Titanium – David Guetta feat. Sia         | —             |
|          |                          |                                           |               |
| 1        | Dressed Crab             | Let’s Groove – Earth, Wind and Fire       | Vielleicht    |
| 2        | Tattoo                   | Human – The Killers                       | Vielleicht    |
| 3        | Teeth                    | Houdini – Dua Lipa                        | Gewonnen      |
| 4        | Kingfisher               | Iris – Goo Goo Dolls                      | Gewonnen      |
| 5        | Snail                    | Rule the World – Take That                | Gewonnen      |
| Sing-Off |                          |                                           |               |
| 6        | Dressed Crab             | Drift Away – Mike Berry                   | Gewonnen      |
| 7        | Tattoo                   | Proud Mary – Creedence Clearwater Revival | Ausgeschieden |

|   | Kostüm       | Lied, Originalinterpret                 | Ergebnis      |
| - | ------------ | --------------------------------------- | ------------- |
| 1 | Bush         | Our House – Madness                     | Gewonnen      |
| 2 | Snail        | Hold – Wilson Phillips                  | Gewonnen      |
| 3 | Wolf         | The Candy Man – Aubrey Woods            | Gewonnen      |
| 4 | Kingfisher   | Luck Be a Lady – Robert Alda            | Gewonnen      |
| 5 | Dressed Crab | Are You Gonna Go My Way – Lenny Kravitz | Gewonnen      |
| 6 | Bear         | Tender – Blur                           | Vielleicht    |
| 7 | Teeth        | Neighbours – Barry Crocker              | Ausgeschieden |
| 8 | Pufferfish   | Lose Control – Teddy Swims              | Gewonnen      |

|   | Kostüm       | Lied, Originalinterpret                    | Ergebnis      |
| - | ------------ | ------------------------------------------ | ------------- |
| 1 | Pufferfish   | Don’t Rain on My Parade – Barbra Streisand | Vielleicht    |
| 2 | Kingfisher   | Somethin’ Stupid – Carson and Gaile        | Ausgeschieden |
| 3 | Bear         | A Bar Song (Tipsy) – Shaboozey             | Gewonnen      |
| 4 | Snail        | Dance the Night – Dua Lipa                 | Ausgeschieden |
| 5 | Wolf         | Birds of a Feather – Billie Eilish         | Gewonnen      |
| 6 | Dressed Crab | California Dreamin’ – Barry McGuire        | Gewonnen      |
| 7 | Bush         | A Night to Remember – Shalamar             | Gewonnen      |

|                   | Kostüm       | Lied, Originalinterpret                                                | Ergebnis      |
| ----------------- | ------------ | ---------------------------------------------------------------------- | ------------- |
| 1                 | Wolf         | Rebel Yell – Billy Idol                                                | Gewonnen      |
| 2                 | Bear         | She – Charles Aznavour                                                 | Ausgeschieden |
| 3                 | Bush         | Thank You for the Music – ABBA                                         | Gewonnen      |
| 4                 | Dressed Crab | Suddenly – Billy Ocean                                                 | Gewonnen      |
| 5                 | Pufferfish   | What Was I Made For? – Billie Eilish                                   | Gewonnen      |
| Zweiter Durchgang |              |                                                                        |               |
| 6                 | Dressed Crab | Hit the Road Jack – Percy Mayfield                                     | Gewonnen      |
| 7                 | Bush         | Stay (I Missed You) – Lisa Loeb                                        | Ausgeschieden |
| 8                 | Wolf         | Don’t Dream It’s Over – Crowded House                                  | Gewonnen      |
| 9                 | Pufferfish   | One Night Only – Jennifer Holliday & Sheryl Lee Ralph & Loretta Devine | Gewonnen      |

|                   | Kostüm                   | Lied, Originalinterpret                                                | Ergebnis      |
| ----------------- | ------------------------ | ---------------------------------------------------------------------- | ------------- |
|                   | Joel Dommet & Rateteam 3 | One Way or Another – Blondie                                           | —             |
|                   |                          |                                                                        |               |
| 1                 | Wolf                     | Poker Face – Lady Gaga                                                 | —             |
| 2                 | Pufferfish               | … Baby One More Time – Britney Spears                                  | —             |
| 3                 | Dressed Crab             | Ain’t No Sunshine – Bill Withers                                       | —             |
| Zweiter Durchgang |                          |                                                                        |               |
| 4                 | Wolf & Knitting          | With You I’m Born Again – Billy Preston & Syreeta                      | Dritter Platz |
| 5                 | Pufferfish & Piranha     | Total Eclipse of the Heart – Bonnie Tyler                              | Gewonnen      |
| 6                 | Dressed Crab & Air Fryer | Ain’t No Mountain High Enough – Marvin Gaye & Tammi Terrell            | Gewonnen      |
| Dritter Durchgang |                          |                                                                        |               |
| 7                 | Pufferfish               | One Night Only – Jennifer Holliday & Sheryl Lee Ralph & Loretta Devine | Gewinnerin    |
| 8                 | Dressed Crab             | Are You Gonna Go My Way – Lenny Kravitz                                | Zweiter Platz |